# Bulbophyllum falcifolium
Bulbophyllum falcifolium là một loài phong lan thuộc chi Bulbophyllum.